# Srpski Krstur
Srpski Krstur (kyrillisch: Српски Крстур, ung. Ókeresztúr) ist ein Ort in der Gemeinde Novi Kneževac im serbischen Bezirk Severni Banat. Der Ort liegt in der autonomen Provinz Vojvodina in Serbien, etwa fünf Kilometer von der ungarischen und etwa 20 Kilometer von der rumänischen Grenze entfernt. 

## Bevölkerung
Der Ort hat nach der letzten Erhebung 2005 1.396 Einwohner, von denen die Serben die absolute Mehrheit stellen. Die Roma mit etwa 25 % und die Ungarn mit etwa 10 % bilden die größten Minderheiten des Ortes.

## Geographie
Srpski Krstur befindet sich im südlichen Raum der pannonischen Tiefebene in der Banater Region. Der Ort ist umgeben von agrarwirtschaftlich genutzten Feldern, die nahezu das gesamte Landschaftsbild der Region prägen. Die Haupteinnahmequelle des Ortes ist die Landwirtschaft. Es herrscht gemäßigt-kontinentales Klima. Im Jahr fällt durchschnittlich etwa 500 mm Niederschlag. Westlich von Srpski Krsur fließt die Theiß von Norden her in Richtung Novi Kneževac am Ort vorbei.

## Geschichte
Srpski Krstur wird im Jahr 1715 unter dem Namen Kereztur zum ersten Mal erwähnt. Später bekam der Ort weitere Namen wie u. a. Papok, Kereztur, Papkereztur, Kistur und Keresztes. Der heutige Name Srpski Krstur lässt sich in etwa mit Serbisches Kreuz übersetzen.

## Persönlichkeiten
Milan Ajvaz, ein im jugoslawischen Raum bekannter Theaterschauspieler, wurde am 17. März 1897 in Srpski Krstur geboren.

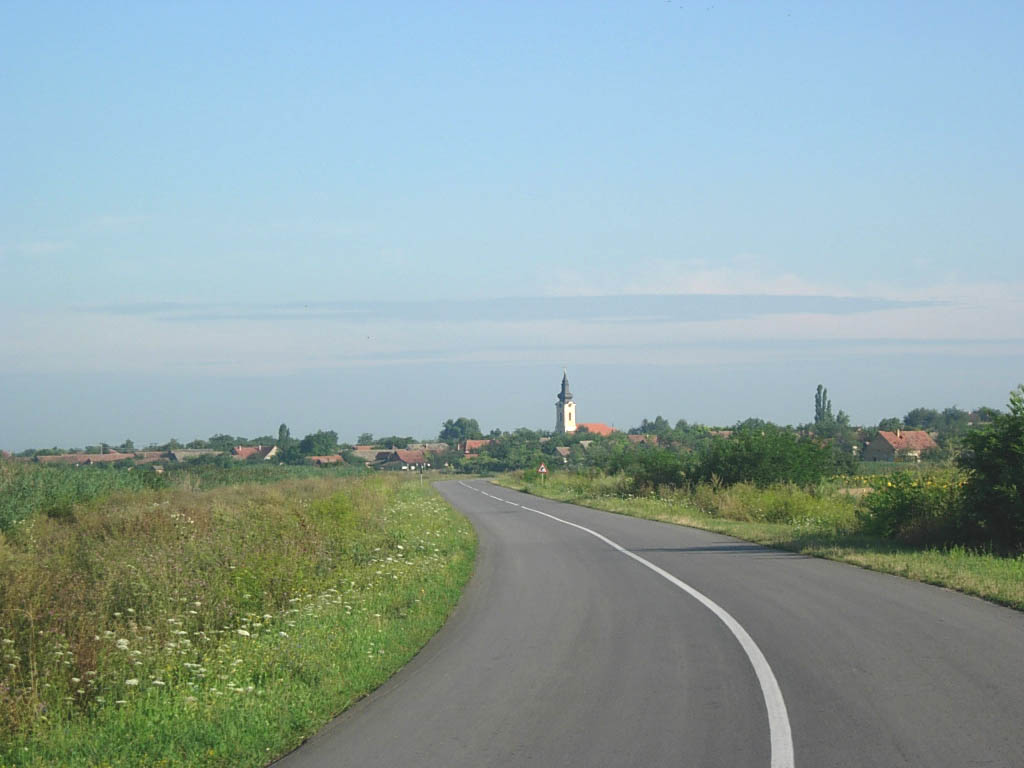
Srpski Krstur